# Линия Лидеккера

Карта Уоллесии — линия Лидеккера является её восточной границей

Ли́ния Ли́деккера (англ. Lydekker's line ) — биогеографическая граница, разделяющая Индомалайский и Австралийский биогеографические регионы. Является также восточной границей биогеографического региона, располагающегося в средней части Индонезии и известного как Уоллесия (которая находится к западу от Новой Гвинеи и отмечает максимальную зону обитания сумчатых). Названа по имени английского натуралиста Ричарда Лидеккера (1849—1915).